# 2711 Александров
2711 Александров (енгл. 2711 Aleksandrov) је астероид главног астероидног појаса са средњом удаљеношћу од Сунца која износи 3,007 астрономских јединица (АЈ).
Апсолутна магнитуда астероида је 11,5.